# Magnitude das ondas de superfície
A magnitude da onda de superfície ({\displaystyle M_{s}}) escala é uma das escalas de magnitude usadas em sismologia para descrever o tamanho de um terremoto. Baseia-se nas medições das ondas superficiais de Rayleigh que viajam ao longo das camadas superiores da Terra. Essa escala de magnitude está relacionada à escala de magnitude local proposta por Charles Francis Richter em 1935, com modificações de Richter e Beno Gutenberg ao longo das décadas de 1940 e 1950. Atualmente é usado na República Popular da China como um padrão nacional (GB 17740-1999) para categorizar terremotos.

## Definição
A fórmula para calcular a magnitude da onda de superfície é:
{\displaystyle M_{s}=\log _{10}\left({\frac {A}{T}}\right)_{\text{max}}+\sigma (\Delta )\,,}
onde A é o deslocamento máximo de partículas em ondas de superfície (soma vetorial dos dois deslocamentos horizontais) em μm, T é o período correspondente em s (geralmente 20 ± 2 segundos), Δ é a distância epicentral em °, e
{\displaystyle \sigma (\Delta )=1,66\cdot \log _{10}(\Delta )+3,5\,.}
Várias versões desta equação foram derivadas ao longo do século 20, com pequenas variações nos valores constantes. Desde a forma original de {\displaystyle M_{s}} foi derivado para uso com ondas telessísmicas, ou seja, terremotos rasos a distâncias > 100 km do receptor sísmico, correções devem ser adicionadas ao valor calculado para compensar epicentros mais profundos do que 50 km ou menos do que 20° do receptor.
Para uso oficial do governo chinês, os dois deslocamentos horizontais devem ser medidos ao mesmo tempo ou dentro de 1/8 de um período; se os dois deslocamentos tiverem períodos diferentes, uma soma ponderada deve ser usada:
{\displaystyle T={\frac {T_{N}A_{N}+T_{E}A_{E}}{A_{N}+A_{E}}}\,,}

onde AN é o deslocamento norte-sul em μm, AE é o deslocamento leste-oeste em μm, TN é o período correspondente a AN em s e TE é o período correspondente a AE em s.

## Outros estudos
Vladimír Tobyáš e Reinhard Mittag propuseram relacionar a magnitude da onda de superfície com a escala de magnitude local ML, usando
{\displaystyle M_{s}=-3,2+1,45M_{L}}
Outras fórmulas incluem três fórmulas revisadas propostas por CHEN Junjie et al.:
{\displaystyle M_{s}=\log _{10}\left({\frac {A_{max}}{T}}\right)+1,54\cdot \log _{10}(\Delta )+3,53}
{\displaystyle M_{s}=\log _{10}\left({\frac {A_{max}}{T}}\right)+1,73\cdot \log _{10}(\Delta )+3,27}
e
{\displaystyle M_{s}=\log _{10}\left({\frac {A_{max}}{T}}\right)-6,2\cdot \log _{10}(\Delta )+20,6}